# Bartosz Paprocki
Bartosz (Bartolomej) Paprocki, född 1540 eller 1543 i Sierpc, död 27 december 1614 i Lemberg, var en polsk historiker.
Paprocki studerade i Kraków och författade två genealogiska arbeten, Panosza to test herby znakomitych familii wojewodstwa Ruskiego i Podolskiego (1575) och Herby rycerstwa polskiego (1584). Efter tvistigheter med greve Zamoyski tvangs han lämna Polen (1588) och begav sig först till Mähren, där han skrev Zrcadlo slavného markrabství Moravského (1593), sedan till Böhmen, där han fick pension av kejsar Rudolf II. På tjeckiska författade han de mycket omfångsrika personhistoriska arbetena Ogrod krolewski (1599) och Diadochus (1602). I Schlesien utgav han 1609 Stambuch Slezky. Mot protestantismen riktade han sin satir i de versifierade arbetena Nová kratochvile (1597-1600) och Obora neb zahrada (Djurgård eller trädgård) i djurfabelns stil (1602). Paprockis genealogiska och heraldiska forskning har varit ganska betydelsefull för den historiska vetenskapen.